# Mychajlo Skorulskyj

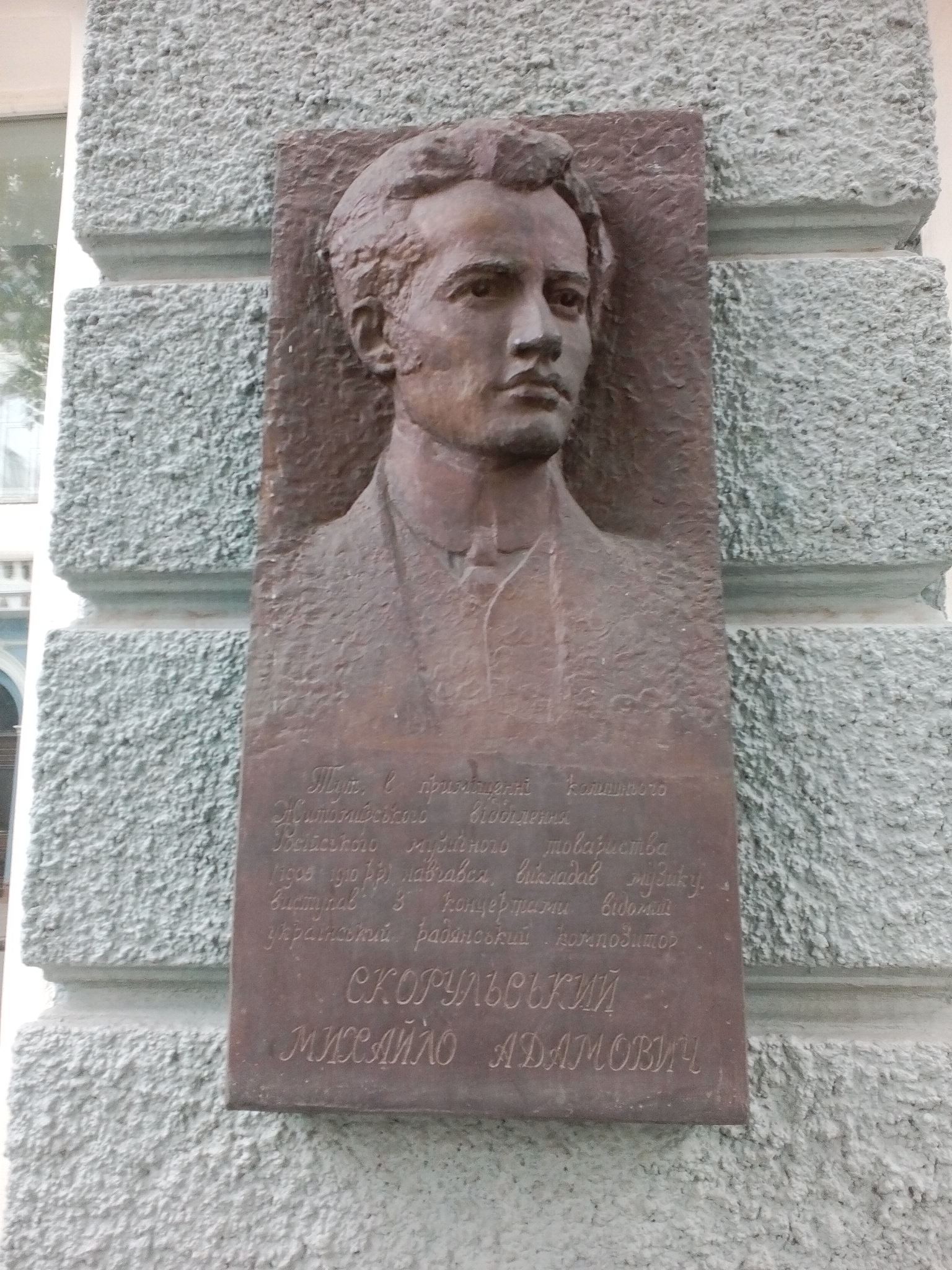
Gedenktafel für Mychajlo Skorulskyj in Schytomyr

Mychajlo Adamowytsch Skorulskyj (ukrainisch Михайло Адамович Скорульський, russisch Михаил Адамович Скорульский, * 7.jul. / 19. September 1887greg., nach anderen Quellen 25.jul. / 6. September 1887greg. in Kiew; † 21. Februar 1950 in Moskau) war ein ukrainischer Komponist, Pianist, Dirigent und Hochschullehrer.

## Leben
Mychajlo Adamowytsch Skorulskyj wurde als Sohn von Nina Senatorska und Adam Skorulskyj in ein musikalisches Elternhaus geboren. Nachdem er 1906–1910 ersten professionellen Unterricht in den Fächern Klavier, Harmonielehre und Kontrapunkt in den Musikklassen der Russischen Musikgesellschaft (ІРМТ) in Schytomyr erhalten und dort ab 1908 auch selbst Klavier unterrichtet hatte, wurde er als externer Student am Sankt Petersburger Konservatorium aufgenommen, wo er die Hauptfächer Klavier bei Anna Jessipowa sowie Komposition bei Maximilian Steinberg, Wassili Kalafati und Jāzeps Vītols belegte. 1915–1933 unterrichtete er erneut in Schytomyr, wo er wichtige Akzente im Musikleben setzte. Er organisierte eine Zweigstelle der Gesellschaft der Dramatiker, Schriftsteller und Komponisten und gründete und leitete das Symphonieorchester Schytomyr. 1933–1950 war er, unterbrochen durch die Ereignisse des Zweiten Weltkriegs Lehrer am Konservatorium Kiew (seit 1937 als außerordentlicher Professor, seit 1948 als Professor). Während der Kriegsjahre 1941–1944 war Skorulskyj wie viele andere Künstler nach Alma-Ata evakuiert worden, wo er theoretische Fächer am kasachischen Musik- und Choreographie-Bildungskombinat und im Opernstudio des Akademischen Opern- und Balletttheaters der Kasachischen SSR unterrichtete. Neben seiner kompositorischen Arbeit verfasste Skorulskyj auf Grundlage seiner pädagogischen Erfahrungen auch mehrere musiktheoretische Werke.

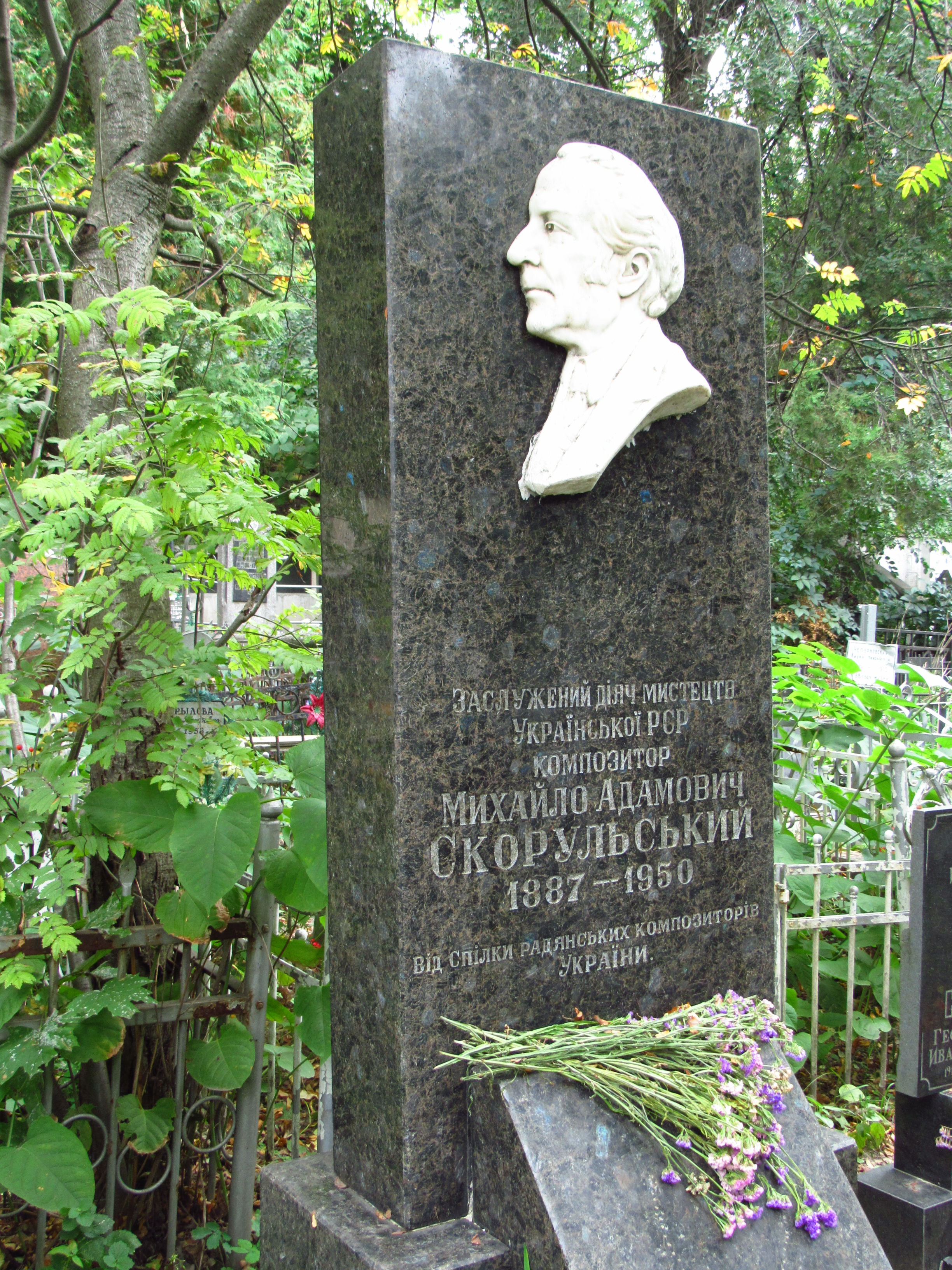
Grab auf dem Kiewer Baikowe-Friedhof

Nachdem seit Ende der 1920er-Jahre erste wichtige Aufführungen als Komponist in mehreren großen Städten der Ukraine erfolgt waren, wurden die 1930er-Jahre seine zentrale Schaffensphase. 1936 entstand das als sein Hauptwerk geltende Ballett Das Waldlied (Лісова пісня) nach dem gleichnamigen Drama von Lessja Ukrajinka. Zunächst wurde das Werk durch die Zensurbehörden abgelehnt, da darin stalinkritische Elemente erkannt wurden. Nach einem Bericht seiner Enkeltochter Roksana Skorulskaya wandte sich Skorulskyj daraufhin brieflich an Stalin persönlich und erhielt kurz darauf vom Zentralkomitee der KP eine Zusage für die Aufführung. Der Krieg verhinderte diese zunächst, sodass das Ballett erst im Februar 1946 seine Uraufführung am Taras-Schewtschenko-Opernhaus in Kiew hatte. Aufgrund des Erfolges und anlässlich seines 60. Geburtstages erhielt er 1947 den Titel eines Verdienten Künstlers der Ukrainischen SSR.
Seit 1914 war Skorulskyj mit der Sängerin Ludmila Andrienko verheiratet. Ihre Tochter war die Balletttänzerin und -pädagogin Natalia Skorulskaya (1915–1982). Mychajlo Skorulskyj starb nach längerer Krankheit am 21. Februar 1950 in Moskau und wurde auf dem Baikowe-Friedhof in Kiew beigesetzt. Sein Andenken wurde zu seinem 100. Geburtstag 1987 durch die Enthüllung von Gedenktafeln in Schytomyr und Kiew geehrt. Im Literaturmuseum Schytomyr wurde im selben Jahr eine Dauerausstellung zum Wirken der Familie Skorulskyj in dieser Stadt eröffnet.

## Werke (Auswahl)

### Musiktheater
- Das Waldlied. Ballett nach dem gleichnamigen Drama von Lessja Ukrajinka, Libretto: Natalia Skorulskaya (1936)
- Bondariwna. Ballett (1939)
- Hochzeit bei Kerzenlicht. Oper nach einem Libretto von Iwan Kotscherga (1948)
- Die Schneekönigin. Fragment eines Balletts nach dem Märchen von Hans Christian Andersen (1949–1950)

### Orchester
- 1. Sinfonie (1923)
- Klassische Ouvertüre (1928)
- 2. Sinfonie (1932)
- Konzert für Klavier und Orchester (1933)
- Enthusiastisches Poem (1934)
- Intermezzo über das Thema eines alten ukrainischen Liedes für Orchester und Volksmusikinstrumente (1935)
- Steppengedicht. Sinfonisches Poem (1944)
- Mykyta Kozhumyaka (Nikita, der Gerber). Sinfonisches Märchenbild (1949)

### Kammermusik
- Klaviertrio (1924)
- 1. Klavierquartett (1928)
- Streichquartett (1929)
- 2. Klavierquartett (1943)

### Klavier solo
- 2 Klaviersonaten (1926)
- Kinderalbum (1940)

### Vokalwerke
- Die Stimme der Mutter. Oratorium nach Gedichten von Maksym Rylskyj, Pawlo Tytschyna, Mykola Baschan u. a. (1943)
- Romanzen und Chöre nach Texten von Lessja Ukrajinka, Pawlo Tytschyna, Wolodymyr Sosjura u. a.
- Volksliedarrangements